# 윌리엄슨 에터 합성
윌리엄슨 에터 합성은 유기 할로겐화물 과 탈양성자화 알코올( 알콕사이드 )로부터 에터를 형성하는 유기 반응이다. 이 반응은 1850년 알렉산더 윌리엄 윌리엄슨에 의해 개발되었다 일반적으로 이것은 SN 2 반응 을 통해 알콕사이드 이온 과 1차 알킬 할라이드 의 반응을 포함한다. 이 반응은 에터의 구조를 증명하는 데 도움이 되었기 때문에 유기 화학의 역사에서 중요하다.
일반적인 반응 메커니즘은 다음과 같다.

## 메커니즘
윌리엄슨 에테르 반응은 SN2 이분자 친핵성 치환 메커니즘을 따른다. SN2 반응 메커니즘에서 친핵체에 의한 친전자체의 후면 공격이 있으며 이는 협력 메커니즘에서 발생한다(한 번에 모두 발생). SN2 반응이 일어나기 위해서는 강한 전기음성도인 좋은 이탈기가 있어야 하며 일반적으로 할로겐화물이다.
윌리엄슨 에테르 반응에는 대부분의 경우 알킬 토실레이트 또는 알킬 할라이드인 이탈기로 친전자성 탄소를 공격하는 친핵체로 작용하는 알콕사이드 이온(RO - )이 있다. 2차 및 3차 이탈 사이트는 일반적으로 제거 반응으로 진행되는 것을 선호하기 때문에 이탈 사이트는 1차 탄소여야 한다. 또한, 이 반응은 입체 장애와 알켄의 우세한 형성으로 인해 di-tertbutyl 에테르와 같은 부피가 큰 에테르의 형성을 선호하지 않다.

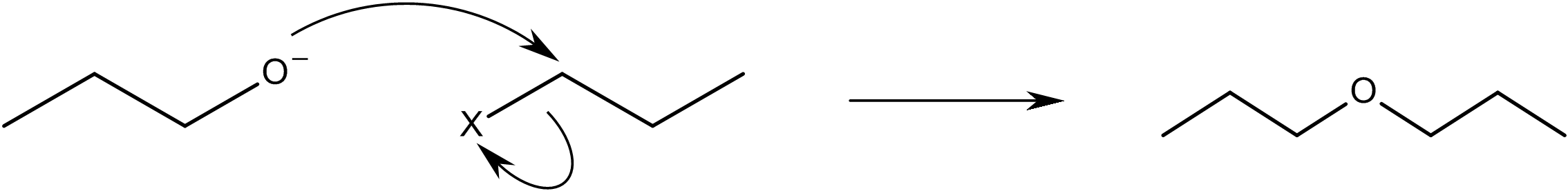
디프로필 에테르를 만들기 위한 윌리엄슨 에테르 합성의 예. X ^{-} 제품이 표시되지 않다.